# Punt volat
El punt volat (·) o punt alçat s'utilitza com a signe diacrític en català, entremig de dues eles, quan aquestes estan geminades (l·l). És un punt que s'escriu a la meitat de l'alçada de la ela, en lloc de a la part baixa, més elevat que el punt habitual al final d'una frase. El punt volat de la ela geminada és substituït per un guionet quan s'ha de separar a final de ratlla.
El so de l·l és de doble ela, malgrat que moltes paraules cultes d'origen llatí han perdut aquesta sonoritat fora dels parlars perifèrics (dialecte balear, rossellonès) a causa de la gran influència del castellà. Això comporta un bon nombre de faltes d'ortografia.
En les edicions modernes de textos en català antic serveix per a notar el cas en què el pronom feble va aglutinat després d'un mot que no sigui verb o un altre pronom, o per a escriure altres combinacions : "no·s" (no es), e·ls (e els), "que·ls" (que els) ; e·s (e ens), etc.

## Escriptura de la ela geminada
Es pot trobar la ela geminada en alguns mots que: 	 
- Comencen per:

al·l-, col·l-, gal·l-, il·l-, mil·l-, sil·l-
- Acaben amb:

-el·la, -il·la, -il·lar
També s'hi escriuen molts cultismes que no es podrien recollir en agrupacions com les anteriors.

## Punt volat en altres llengües
- Occità: s'emprava en occità medieval i actualment en el dialecte gascó on el punt volat és anomenat punt interior.[1]
  - Distingeix el grafema nh (equivalent del català ny) i la seqüència n·h (n seguida de h fricativa).[2] Per exemple: pertànher / in·hèrn ("pertànyer, infern").
  - Distingeix el grafema sh (equivalent del català ix de deixar) i la seqüència s·h (s seguida de h fricativa).[2] Per exemple: deishar / des·har (català "deixar, desfer").
    - Aquesta h fricativa de l'occità gascó equival a f en els altres dialectes occitans (in·hèrn = infèrn, des·har = desfar, gahar = gafar).

  - Cal notar que l'occità no té la l·l geminada. En occità, ll equival a la l·l geminada del català i lh equival a la ll palatal del català. Per exemple: illustrar (català "il·lustrar") / palha (català "palla").
- Francès: S'utilitza sovint per a escriure en llengua inclusiva, és a dir, per a construir mots en masculí i femení al mateix temps. Per exemple, "tou·te·s" com a paraula inclusiva fruit de la fusió de "tous" (tots) i "toutes" (totes).
- Aragonès: es fa servir a l'aragonès belsetà. En aquest dialecte aragonès existeixen la l·l geminada i la n·n geminada.
- Francoprovençal: el punt volat distingeix 
  - el grafema j pronunciat [dz] i el grafema j· pronunciat [ʒ].
  - el grafema g pronunciat [dz] davant de e, i i el grafema g· pronunciat [ʒ] davant de e, i.
  - el grafema ch pronunciat [ts] i el grafema ch· pronunciat [ʃ].
- Georgià: s'empra com a coma "," de puntuació.
- Grec: amb ell s'expressa sovint l'Ano Teleia literalment "punt superior", malgrat que l'Unicode posseeix un codi propi U+0387.
- Japonès: sovint per separar les paraules estrangeres escrites en katakana si cal. Per exemple パブロ・カザルス (pa-bu-ro·ca-sa-ru-su) per a Pau ("Pablo") Casals o サンティアゴ・デ・コンポステーラ (sa-n-ti-a-go·de·co-n-po-su-te-e-ra) per a Santiago de Compostela. El japonès no empra espais ni cap mena de puntuació per separar les paraules, sinó que utilitza una combinació d'escriptures: katakana, kanji i hiragana per a aquesta finalitat. 
 De vegades també s'empra per a separar llistes, en lloc de la coma japonesa "、" (coneguda com a tōten). En la tipografia japonesa, el "punt mitjà katakana" ("katakana middle dot" com l'anomena el consorci Unicode) té una amplada fixa o completa (fullwidth), que és igual a la majoria dels caràcters kana. I tot i que mentre alguns d'aquests punts apareixen com a quadrats si s'amplien, això no és una propietat definitòria del punt mitjà emprat al Japó. De vegades també s'usa per a afegir una petita pausa entre síl·labes, normalment en cançons.
- Xinès: per separar paraules, com ara en noms estrangers, igual que en japonès. Per exemple 威廉·莎士比亚 (wēilián·shāshìbǐyà) per William Shakespeare.
- Llatí: el punt volat s'utilitzava habitualment al llatí antic per separar les paraules. Va ser substituït més tard per l'espai.
- Sard: s'empra com a separador entre verbs i pronoms febles (per exemple, registra·ti). En el cas de partícules pronominals àtones posposades al verb, per motius didàctics (per a facilitar la identificació de les parts constitutives de la frase i, per tant, la seva anàlisi), es prefereix la separació a l'aglutinació, així: giughide·bi·nche·lu, leade·bos·nche·lu . Aquesta solució concilia el criteri de mantenir una única forma dels mots, independentment de les lleis de la fonosintaxi, amb l'estreta relació que tenen amb el verb. El punt volat (que redueix les distàncies i dona la idea d'un vincle més fort) s'ha preferit al tret d'unió, preferentment per als mots composts. En el cas que les mateixes partícules siguin abans del verb, s'han de separar: bi nche lu giughides, bos nche lu leades.
- Taiwanès: s'utilitza sobre la dreta d'una vocal per indicar que és més oberta, i s'expressa com un punt dret superior Unicode : o͘.

## Altres usos
- En publicacions britàniques de fins i tot meitat dels anys 1970, especialment científiques o matemàtiques, el punt decimal era substituït sovint per un punt volat. El 1971, amb la conversió a decimal de la moneda britànica, la recomanació oficial era escriure els decimals amb punt volat (així: £21·48) i usar un punt decimal quan no quedava cap altre remei. La introducció de màquines d'escriure electròniques i calculadores, poc després, va ser possiblement la causa principal del desús del punt volat decimal, encara que fins i tot pot veure's en cercles acadèmics: Universitat de Cambridge 2004 i Universitat de Durham 2004.
- En matemàtiques un punt volat petit pot utilitzar-se per representar la multiplicació, per exemple x·y per representar el producte de x per y. Quan s'empra amb nombres escalars és equivalent a "×" on "x·y" és el mateix que "x×y". Tanmateix, quan es tracta de vectors el punt és el producte escalar i la creu el producte vectorial. Aquest ús té el seu propi caràcter Unicode U+2219 (·).

## El punt volat en els tipus de lletra digitals
El caràcter informàtic del punt volat va aparèixer ben aviat en els jocs de caràcters informàtics i lletres digitals. La taula de codis de 8 bits d'IBM 850 usada en l'Europa Occidental en el sistema operatiu MS-DOS també tenia aquest caràcter. El teclat QWERTY espanyol també permet introduir el punt volat en els documents. Així doncs, els autors i autoeditors de documents digitals van poder usar el punt volat fàcilment en la composició dels seus texts, però sovint el punt volat crea una separació excessiva entre les dues eles. Per a millorar l'aspecte de la ela geminada, el format de fonts digitals OpenType permet disposar dels caràcters ŀ i Ŀ amb el punt volat adequadament acostat cap a l'esquerra i definir-lo com una variant de l per als casos de final de ratlla en què la ela geminada s'hagi de tallar pel mig.

## Tipografia
Aquí sota una mostra tipogràfica del punt volat i altres punts similars:
| Mostra | Unicode (decimal)  | HTML     | Descripció                                           |
| ------ | ------------------ | -------- | ---------------------------------------------------- |
| ·      | U+00B7 (&#183;)    | &middot; | Punt volat o punt mitjà (ela geminada i interpunció) |
| ⋅      | U+22C5 (&#8901;)   | &sdot;   | Operador matemàtic de multiplicació                  |
| •      | U+2022 ( &#8226; ) | &bull;   | Punt d'entrada a llistes (en anglès bullet)          |

Tipografia de la ela geminada:
| Mostra  | Unicode | HTML     | Descripció                                           |
| ------- | ------- | -------- | ---------------------------------------------------- |
| L·L l·l | U+00B7  | &middot; | Ela geminada mecanogràfica de tres caràcters.        |
| ĿL      | U+013F  | &#319;   | Ela geminada tipogràfica majúscula de dos caràcters. |
| ŀl      | U+0140  | &#320;   | Ela geminada tipogràfica minúscula de dos caràcters. |

## Història del punt volat en la llengua catalana
No va ser Pompeu Fabra qui va instituir la l doble amb el punt volat enmig, sinó l'Institut d'Estudis Catalans. Segons Mila Segarra, en "Història de la Normativa Catalana", "A Fabra no li agradava gens la grafia l·l". En el mateix llibre, revela que Fabra «en la seva "Contribució a la gramàtica de la llengua catalana", demostra la conveniència d'adoptar una nova grafia, diferent de la castellana, per a /ʎ/, en comptes de cercar una altra manera de representar la l doble, el signe natural de la qual creia que era ll».